# 網本勝弥
網本 勝弥（あみもと かつや、1947年6月10日 - ）は、日本の経営者。フジタ社長を務めた。大阪府出身。

## 来歴・人物
1970年に早稲田大学理工学部建築学科を卒業し、同年に藤田組(のちのフジタ)に入社した。2002年4月に執行役員に就任し、2005年6月に社長に就任。2008年4月に代表取締役を経て、6月に顧問に就任。